# ロイヤル・ビクトリア・ホテル (ナッソー)
ロイヤル・ビクトリア・ホテル (Royal Victoria Hotel) は、かつてバハマがイギリス植民地であった時代にナッソーにあった高級ホテル。

## 沿革
バハマがイギリス領植民地であった1861年に、植民地政府によって2万ポンドを投じて建設されたバハマ最初の高級ホテルであり、折から勃発した南北戦争の時期には、様々な事業や社交の拠点となった。
1878年には、競売によって民間に払い下げられた。
アメリカ合衆国の禁酒法時代には、酒類の密輸の拠点となったという。
一説には、1939年の映画『風と共に去りぬ』の一部が、ロケーション撮影されたとも言われている。
第二次世界大戦中には、イギリスやアメリカ合衆国の空軍兵がこのホテルに滞在した。
ロイヤル・ビクトリア・ホテルは、1971年に廃業した。
跡地はしばらくそのまま放置されたが、その後、火災によって建物が損傷し、解体された。残された建物の一部はバハマ政府が保健省の施設として使用しているほか、敷地の大部分が駐車場となっているが、庭園の一部が残されており、ロイヤル・ビクトリア・ガーデンズ (Royal Victoria Gardens) と呼ばれている。